# Атаназевич Іоанн Макарович
Іоанн Макарович Атаназевич (24 червня 1873 — після 1917) — державний діяч Російської імперії українського походження, член III Державної думи від Київської губернії, протоієрей, настоятель собору Антонія і Феодосія Печерських у Василькові.

## Життєпис

### Походження
Іоанн Атаназевич походив із родини спадкових православних священнослужителів і був онуком протоієрея Федора Атаназевича, який служив в кінці XVIII століття — 1-й половині XIX століття у Подільській і Київській губерніях.
Батько Іоанна, Макарій Атаназевич (1834/1837 — 26 травня 1915), служив у 1862—1899 роках в селі Червоний Кут Уманського повіту, мав великий авторитет в духовному відомстві, отримавши орден Святого Володимира 4-го ступеня у 1901 році, вже після виходу за штат, з 1905 року служив духівником благочиння і напередодні смерті зведений в сан протоієрея.

### Служба і робота в Думі
Закінчив Уманське духовне училище і Київську духовну семінарію (1893). Після закінчення семінарії протягом трьох років працював вчителем церковно-парафіяльної школи в селі Щуляк Таращанського повіту, а в 1896—1897 роках — в селі Червоний Кут, де служив його батько Макарій; у 1896 році закінчив курси для вчителів церковно-парафіяльних шкіл у Нижньому Новгороді.
28 лютого 1898 року висвячений єпископом Уманським Сергієм, вікарієм Київської єпархії, у священники в село Кути Уманського повіту, а у 1907 році, для боротьби з сектантством, переведений до села Кішенці, де проживало 263 адвентиста. Співпрацював з «Київськими єпархіальними відомостями» та іншими виданнями правого спрямування.
1907 року обраний членом III Державної думи від Київської губернії. Входив до фракції помірно-правих, з 3-й сесії — до російської національної фракції. Був членом комісій: з народної освіти, продовольчої і у справах переселенців.
Під час свого думського терміну знову змінив прихід — 7 травня 1909 року призначений настоятелем Преображенської церкви села Маньківка того ж Уманського повіту.
9 жовтня 1911 року в Маньківцях була освячена кам'яна будівля нової церковно-парафіяльної школи, збудованої його стараннями, причому виступаючи на освяченні, о. Атаназевич заявив, що для повного задоволення потреб місцевого населення таких шкіл необхідно мати дві.
23 травня 1912року Іоанн Атаназевич отримав вище призначення — настоятелем собору Антонія і Феодосія Печерських у Василькові.
Доля після 1917 року невідома.

### Родина
Іоан був одружений з Юлією Дормідоновною (нар. 1880), донькою священника; у них було двоє дітей.

### Нагороди
За службу в духовному відомстві о. Атаназевич отримав традиційні церковні нагороди — набедреник (в період служби в с. Кути), скуфію (на Великдень, 1908) і камилавку (6 травня — 1912).

## Твори
- У могилы праведника и молитвенника земли русской. — Санкт-Петербург, 1910.